# 서부벌거숭이등과일박쥐
서부벌거숭이등과일박쥐(Dobsonia peronii)는 큰박쥐과에 속하는 박쥐의 일종이다. 인도네시아의 토착종이다. 자연 서식지는 아열대 또는 열대 기후 지역의 건조림이다. 서식지 감소로 멸종 위협을 받고 있다.